# Thomas Viesehon
Thomas Viesehon (nascido a 6 de agosto de 1973) é um político alemão da União Democrata-Cristã (CDU) que serviu como membro do Bundestag pelo estado de Hesse de 2013 a 2017 e novamente a partir de 2021.